# Peter Burnett
Peter Hardeman Burnett (Nashville, 15 de noviembre de 1807 – San Francisco, 17 de mayo de 1895) fue un abogado y político de los Estados Unidos. Fue el primer Gobernador de California.

## Biografía
Ocupó varios puestos de trabajo a través de los años, incluidos los de almacenista, abogado, agricultor y juez. Actuó como abogado defensor de Joseph Smith y otros mormones cuando estaban bajo acusación. Burnett pidió un cambio de sede debido al cual los prisioneros pudieron escapar.
Fue legislador en Oregón y en 1849 fue elegido gobernador de California. Dimitió de su cargo abruptamente en 1851. En 1850 California, gracias al espectacular crecimiento demográfico por la fiebre del oro, se había convertido oficialmente en el estado número 31 de los Estados Unidos. Burnett, que escribió un libro sobre su conversión al catolicismo, tiene un monumento en la iglesia de la Misión de Santa Clara.

## Legado
Aunque considerado como uno de los padres de la moderna California fue conocido por sus actitudes abiertamente racistas hacia los negros, chinos e indígenas americanos. Como legislador en Oregon ayudó a facilitar la exclusión de los afroamericanos del estado hasta 1926. Una de sus propuestas era forzar la expulsión de los negros libres del estado, e instituir flagelaciones, cada seis meses, de cualquiera que continuara en el territorio.  Además, su hostilidad abierta a los trabajadores extranjeros influyó en una serie de legisladores de California para impulsar una normativa xenófoba, tales como la Ley de Exclusión China treinta años después de su salida de la gobernación. Burnett fue también un defensor del exterminio de las tribus indígenas de California, una política que continuó con las administraciones gubernamentales sucesivas durante varias décadas, donde el Estado ofreció recompensas de US $ 25 a US $ 50 por cada nativo muerto. 
- Datos: Q280706
- Multimedia: Peter Hardeman Burnett / Q280706